# Liste des maires de Cancale
 (juin 2019).
Pour un article plus général, voir Cancale.
La liste des maires de Cancale présente la liste des maires de la commune française de Cancale, située dans le département d'Ille-et-Vilaine en région Bretagne.

## La mairie
La mairie actuelle est située au 46 rue du Port, dans un édifice construit à la fin du 19e siècle.

## Liste des maires

### De 1790 à 1944
| Période                                  | Période           | Identité                                   | Étiquette   | Qualité                                                                  |
| ---------------------------------------- | ----------------- | ------------------------------------------ | ----------- | ------------------------------------------------------------------------ |
| 18 février 1790                          | 27 décembre 1790  | François Chartier (1735-1809)              |             | Officier de marine                                                       |
| 27 décembre 1790                         | 26 décembre 1791  | Julien Lignel (1732-1803)                  |             | Capitaine                                                                |
| 26 décembre 1791                         | 9 décembre 1792   | Tirel de la Grèce                          |             |                                                                          |
| 9 décembre 1792                          | 9 février 1794    | Pierre Delaroche                           |             |                                                                          |
| 9 février 1794                           | 10 décembre 1794  | Jean Hermon                                |             |                                                                          |
| 10 décembre 1794                         | octobre 1795      | Nicolas Lebret                             |             |                                                                          |
| octobre 1795                             | novembre 1795     | Isaac Tual                                 |             |                                                                          |
| Les données manquantes sont à compléter. |                   |                                            |             |                                                                          |
| mars 1798                                | avril 1798        | Urbain de la Porte                         |             | Président de l'administration cantonale                                  |
| avril 1798                               | octobre 1799      | Jean Duguen                                |             |                                                                          |
| octobre 1799                             | juin 1800         | Louis Licornu                              |             |                                                                          |
| juin 1800                                | juin 1802         | Jean Duguen                                |             |                                                                          |
| juin 1802                                | 5 juin 1815       | Joseph Avice (1751-1817)                   |             |                                                                          |
| 5 juin 1815                              | 21 août 1815      | Gilles Beaudouin                           |             |                                                                          |
| 21 août 1815                             | 12 mai 1816       | Pierre Rouillaud                           |             |                                                                          |
| 12 mai 1816                              | 9 avril 1820      | Jean Baudouin (1766-1839)                  |             | Marin                                                                    |
| 9 avril 1820                             | 15 avril 1832     | Louis Hamon                                |             |                                                                          |
| 15 avril 1832                            | 13 décembre 1846  | Jean Marie François Merdrignac (1788-1856) |             | Notaire Conseiller général du canton de Cancale (1833 → 1845)            |
| 13 décembre 1846                         | 6 aout 1863       | Edmond Avice                               |             |                                                                          |
| 6 aout 1863                              | 23 octobre 1870   | Prudent Fortin                             |             |                                                                          |
| 23 octobre 1870                          | 14 mai 1871       | Ernest Herclat                             |             |                                                                          |
| 14 mai 1871                              | 12 février 1878   | Paul de Lorgeril                           |             | Médecin                                                                  |
| 12 février 1878                          | 18 mai 1884       | Prudent Fortin                             | Républicain | Conseiller général du canton de Cancale (1871 → 1884)                    |
| 18 mai 1884                              | 25 septembre 1886 | Louis Fauchon                              | Républicain | Général de brigade Conseiller général du canton de Cancale (1884 → 1886) |
| 25 septembre 1886                        | 30 décembre 1906  | Esprit Bailly (1815-1906)                  | Républicain |                                                                          |
| 30 décembre 1906                         | 17 mai 1908       | Ernest Herclat                             | Républicain | Conseiller général du canton de Cancale (1892 → 1910)                    |
| 17 mai 1908                              | 10 décembre 1919  | Charles Mahé                               | Républicain |                                                                          |
| 10 décembre 1919                         | 17 mai 1925       | Louis Dumont                               |             | Avocat                                                                   |
| 17 mai 1925                              | 1944              | Noël Royer                                 | Républicain |                                                                          |
| Les données manquantes sont à compléter. |                   |                                            |             |                                                                          |

### Depuis 1944
Depuis la Libération, neuf maires se sont succédé à la tête de Cancale.
| Période                                  | Période                   | Identité                  | Étiquette    | Qualité |
| ---------------------------------------- | ------------------------- | ------------------------- | ------------ | --- |
| 5 novembre 1944                          | 19 mai 1945               | Francis Dupuy (1882-?)    | SFIO         | Commerçant retraité |
| 19 mai 1945                              | 2 février 1950 (décès)    | Adolphe Robin (1886-1950) | MRP          | Capitaine au long cours Conseiller général du canton de Cancale (1945 → 1949)                                                                                      |
| 8 avril 1950                             | 28 mars 1965              | Émile Lecerf              | MRP          | |
| 28 mars 1965                             | 25 mars 1977              | Olivier Biard             | UDR puis RPR | Agriculteur Conseiller général du canton de Cancale (1949 → 1985)                                                                                                  |
| 25 mars 1977                             | 23 avril 1978 (démission) | Noël Lecossois            | SE-DVD       | Inspecteur central des impôts Démissionnaire pour raison de santé                                                                                                  |
| 23 avril 1978                            | 25 mars 1989              | Jean Raquidel             | DVD          | Ostréiculteur, capitaine au long cours retraité Conseiller général du canton de Cancale (1985 → 1998)                                                              |
| 25 mars 1989                             | 26 mars 2001              | Joseph Pichot             | DVD          | Ostréiculteur |
| 26 mars 2001                             | 16 mars 2008              | Maurice Jannin            | DVG          | Professeur de mathématiques retraité Conseiller général du canton de Cancale (1998 → 2015)                                                                         |
| 16 mars 2008                             | en cours                  | Pierre-Yves Mahieu        | DVD puis PCD | Ancien directeur de chambre d’agriculture Conseiller départemental du canton de Saint-Malo-1 (2015 → 2021) 2e vice-président de Saint-Malo Agglomération (2014 → ) |
| Les données manquantes sont à compléter. |                           |                           |              | |

## Conseil municipal actuel
Les 29 sièges composant le conseil municipal de Cancale ont été pourvus le 15 mars 2020. Actuellement, il est réparti comme suit :

Composition du conseil municipal de Cancale pour la mandature 2020-2026

## Résultats des élections municipales

### Élection municipale de 2020
À cause de la pandémie de Covid-19, les conseils municipaux d'installation (dans les communes pourvues au premier tour) n'ont pu avoir lieu dans les délais habituels. Un décret publié au JORF du 15 mai 2020 en a ainsi fixé la tenue entre les 23 et 28 mai. À Cancale, il a eu lieu le 25 mai 2020.
|                                 | Pierre-Yves Mahieu *        | PCD         | 1 262 | 51,13  | 22 | 3 |  |  |
| Toujours avec vous pour Cancale |                             |             | 1 262 | 51,13  | 22 | 3 |  |  |
|                                 | Géraldine Lasilier-Chaufaux | DVG         | 1 206 | 48,86  | 7  | 1 |  |  |
| Ensemble                        |                             |             | 1 206 | 48,86  | 7  | 1 |  |  |
|                                 |                             |             |       |        |    |   |  |  |
| Inscrits                        | Inscrits                    | Inscrits    | 4 850 | 100,00 |    |   |  |  |
| Abstentions                     | Abstentions                 | Abstentions | 2 306 | 47,55  |    |   |  |  |
| Votants                         | Votants                     | Votants     | 2 544 | 52,45  |    |   |  |  |
| Blancs                          | Blancs                      | Blancs      | 29    | 1,14   |    |   |  |  |
| Nuls                            | Nuls                        | Nuls        | 47    | 1,85   |    |   |  |  |
| Exprimés                        | Exprimés                    | Exprimés    | 2 468 | 97,01  |    |   |  |  |
| * Liste du maire sortant        |                             |             |       |        |    |   |  |  |

### Élection municipale de 2014
| Tête de liste                 | Tête de liste        | Liste          | Premier tour | Premier tour | Second tour | Second tour | Sièges | Sièges |
| Tête de liste                 | Tête de liste        | Liste          | Voix         | %            | Voix        | %           | CM     | CC     |
| ----------------------------- | -------------------- | -------------- | ------------ | ------------ | ----------- | ----------- | ------ | ------ |
|                               | Pierre-Yves Mahieu * | PCD            | 1 308        | 43,89        | 1 609       | 50,42       | 22     | 4      |
| Cancale aujourd'hui et demain |                      |                | 1 308        | 43,89        | 1 609       | 50,42       | 22     | 4      |
|                               | Laurence Penvern     | DVG            | 920          | 30,87        | 1 582       | 49,57       | 7      | 1      |
| Ensemble, autrement           |                      |                | 920          | 30,87        | 1 582       | 49,57       | 7      | 1      |
|                               | Louis Lenouvel       | DVG            | 752          | 25,23        |             |             |        |        |
| Pour Cancale                  |                      |                | 752          | 25,23        |             |             |        |        |
|                               |                      |                |              |              |             |             |        |        |
| Inscrits                      | Inscrits             | Inscrits       | 4 799        | 100,00       | 4 810       | 100,00      |        |        |
| Abstentions                   | Abstentions          | Abstentions    | 1 711        | 35,65        | 1 540       | 32,02       |        |        |
| Votants                       | Votants              | Votants        | 3 088        | 64,35        | 3 270       | 67,98       |        |        |
| Blancs et nuls                | Blancs et nuls       | Blancs et nuls | 108          | 3,50         | 79          | 2,42        |        |        |
| Exprimés                      | Exprimés             | Exprimés       | 2 980        | 96,50        | 3 191       | 97,58       |        |        |
| * Liste du maire sortant      |                      |                |              |              |             |             |        |        |

### Élection municipale de 2008
| Tête de liste                  | Tête de liste      | Liste          | Premier tour | Premier tour | Second tour | Second tour | Sièges | Sièges |
| Tête de liste                  | Tête de liste      | Liste          | Voix         | %            | Voix        | %           | CM     |        |
| ------------------------------ | ------------------ | -------------- | ------------ | ------------ | ----------- | ----------- | ------ | ------ |
|                                | Pierre-Yves Mahieu | DVD            | 1 047        | 34,41        | 1 195       | 36,06       | 20     |        |
| Cancale demain                 |                    |                | 1 047        | 34,41        | 1 195       | 36,06       | 20     |        |
|                                | Louis Lenouvel     | SE-DVG         | 1 004        | 32,99        | 996         | 30,05       | 4      |        |
| Cancale vivre et agir ensemble |                    |                | 1 004        | 32,99        | 996         | 30,05       | 4      |        |
|                                | Laurence Penvern   | PS             | 992          | 32,60        | 1 123       | 33,89       | 5      |        |
| Cancale tous ensemble          |                    |                | 992          | 32,60        | 1 123       | 33,89       | 5      |        |
|                                |                    |                |              |              |             |             |        |        |
| Inscrits                       | Inscrits           | Inscrits       | 4 690        | 100,00       | 4 690       | 100,00      |        |        |
| Abstentions                    | Abstentions        | Abstentions    | 1 516        | 32,32        | 1 312       | 27,97       |        |        |
| Votants                        | Votants            | Votants        | 3 174        | 67,68        | 3 378       | 72,03       |        |        |
| Blancs ou nuls                 | Blancs ou nuls     | Blancs ou nuls | 131          | 2,79         | 64          | 1,36        |        |        |
| Exprimés                       | Exprimés           | Exprimés       | 3 043        | 64,88        | 3 314       | 70,66       |        |        |

### Élection municipale de 2001
| Tête de liste                        | Tête de liste   | Liste          | Premier tour | Premier tour | Second tour | Second tour | Sièges | Sièges |
| Tête de liste                        | Tête de liste   | Liste          | Voix         | %            | Voix        | %           | CM     |        |
| ------------------------------------ | --------------- | -------------- | ------------ | ------------ | ----------- | ----------- | ------ | ------ |
|                                      | Maurice Jannin  | DVG            | 1 189        | 40,64        | 1 776       | 60,61       | 24     |        |
| Cancale tous ensemble                |                 |                | 1 189        | 40,64        | 1 776       | 60,61       | 24     |        |
|                                      | Joseph Pichot * | DVD            | 1 008        | 34,45        | 1 154       | 39,39       | 5      |        |
| Tous pour Cancale, Cancale pour tous |                 |                | 1 008        | 34,45        | 1 154       | 39,39       | 5      |        |
|                                      | Loïc Prenveille | SE             | 729          | 24,91        | 996         | 30,05       |        |        |
| Cancale avec vous                    |                 |                | 729          | 24,91        | 996         | 30,05       |        |        |
|                                      |                 |                |              |              |             |             |        |        |
| Inscrits                             | Inscrits        | Inscrits       | 4 329        | 100,00       | 4 329       | 100,00      |        |        |
| Abstentions                          | Abstentions     | Abstentions    | 1 289        | 29,77        | 1 210       | 27,95       |        |        |
| Votants                              | Votants         | Votants        | 3 040        | 70,22        | 3 119       | 72,05       |        |        |
| Blancs ou nuls                       | Blancs ou nuls  | Blancs ou nuls | 114          | 3,75         | 189         | 6,06        |        |        |
| Exprimés                             | Exprimés        | Exprimés       | 2 926        | 96,25        | 2 930       | 93,94       |        |        |
| * Liste du maire sortant             |                 |                |              |              |             |             |        |        |

### Élection municipale de 1995
|                                  | Joseph Pichot * | DVD            | 1 626 | 59,15  | 22 |  |  |  |
| Unis pour Cancale                |                 |                | 1 626 | 59,15  | 22 |  |  |  |
|                                  | Marcel Nédelec  | DVD            | 1 123 | 40,85  | 5  |  |  |  |
| Une nouvelle équipe pour Cancale |                 |                | 1 123 | 40,85  | 5  |  |  |  |
|                                  |                 |                |       |        |    |  |  |  |
| Inscrits                         | Inscrits        | Inscrits       | 4 096 | 100,00 |    |  |  |  |
| Abstentions                      | Abstentions     | Abstentions    | 1 132 | 27,64  |    |  |  |  |
| Votants                          | Votants         | Votants        | 2 964 | 72,36  |    |  |  |  |
| Blancs ou nuls                   | Blancs ou nuls  | Blancs ou nuls | 215   | 7,25   |    |  |  |  |
| Exprimés                         | Exprimés        | Exprimés       | 2 749 | 92,75  |    |  |  |  |
| * Liste du maire sortant         |                 |                |       |        |    |  |  |  |

### Élection municipale de 1989
| Tête de liste              | Tête de liste        | Liste       | Premier tour | Premier tour | Second tour | Second tour | Sièges | Sièges |
| Tête de liste              | Tête de liste        | Liste       | Voix         | %            | Voix        | %           | CM     |        |
| -------------------------- | -------------------- | ----------- | ------------ | ------------ | ----------- | ----------- | ------ | ------ |
|                            | Joseph Pichot-Louvet | SE-DVG      | 944          | 33,64        | 1 128       | 37,78       | 19     |        |
| Tous ensemble pour Cancale |                      |             | 944          | 33,64        | 1 128       | 37,78       | 19     |        |
|                            | Loïc Prenveille      | DVD         | 791          | 28,19        | 1 012       | 33,89       | 4      |        |
| Avenir de Cancale          |                      |             | 791          | 28,19        | 1 012       | 33,89       | 4      |        |
|                            | Louis-René Richecœur | DVD         | 644          | 22,95        | 846         | 28,33       | 4      |        |
| Cancale plus               |                      |             | 644          | 22,95        | 846         | 28,33       | 4      |        |
|                            | André Lehoërff       | DVD         | 427          | 15,22        |             |             |        |        |
| Agir pour Cancale          |                      |             | 427          | 15,22        |             |             |        |        |
|                            |                      |             |              |              |             |             |        |        |
| Inscrits                   | Inscrits             | Inscrits    | 3 893        | 100,00       | 3 893       | 100,00      |        |        |
| Abstentions                | Abstentions          | Abstentions | 933          | 23,97        | 830         | 21,32       |        |        |
| Votants                    | Votants              | Votants     | 2 960        | 76,03        | 3 063       | 78,68       |        |        |
| Nuls                       | Nuls                 | Nuls        | 154          | 3,96         | 77          | 1,98        |        |        |
| Exprimés                   | Exprimés             | Exprimés    | 2 806        | 72,08        | 2 986       | 76,70       |        |        |

### Élection municipale de 1983
| Tête de liste                 | Tête de liste      | Liste       | Premier tour | Premier tour | Second tour | Second tour | Sièges | Sièges |
| Tête de liste                 | Tête de liste      | Liste       | Voix         | %            | Voix        | %           | CM     |        |
| ----------------------------- | ------------------ | ----------- | ------------ | ------------ | ----------- | ----------- | ------ | ------ |
|                               | Jean Raquidel *    | DVD         | 1 414        | 46,71        | 1 468       | 48,34       | 20     |        |
| Avenir de Cancale             |                    |             | 1 414        | 46,71        | 1 468       | 48,34       | 20     |        |
|                               | Jean-Baptiste Riou | SE          | 820          | 27,09        | 877         | 28,88       | 4      |        |
| Union démocratique cancalaise |                    |             | 820          | 27,09        | 877         | 28,88       | 4      |        |
|                               | Maurice Jannin     | PS          | 507          | 16,75        | 692         | 22,78       | 3      |        |
| Vivre à Cancale               |                    |             | 507          | 16,75        | 692         | 22,78       | 3      |        |
|                               | Bernard Amand      | DVD         | 286          | 9,45         |             |             |        |        |
| Relance de Cancale            |                    |             | 286          | 9,45         |             |             |        |        |
|                               |                    |             |              |              |             |             |        |        |
| Inscrits                      | Inscrits           | Inscrits    | 3 785        | 100,00       | 3 785       | 100,00      |        |        |
| Abstentions                   | Abstentions        | Abstentions | 673          | 17,78        | 666         | 17,60       |        |        |
| Votants                       | Votants            | Votants     | 3 112        | 82,22        | 3 119       | 82,40       |        |        |
| Nuls                          | Nuls               | Nuls        | 85           | 2,24         | 82          | 2,17        |        |        |
| Exprimés                      | Exprimés           | Exprimés    | 3 027        | 79,97        | 3 037       | 80,24       |        |        |
| * Liste du maire sortant      |                    |             |              |              |             |             |        |        |

## Pour approfondir